# Provincia di Ruhengeri
La provincia di Ruhengeri era una delle 12 province del Ruanda nel vecchio ordinamento. Si trovava nella parte settentrionale del paese, ed era suddivisa in 10 distretti più la città di Ruhengeri. Confinava a nord con l'Uganda e a nordovest con la Repubblica Democratica del Congo. Nel nuovo ordinamento amministrativo, in vigore dal 2006, la provincia di Runhengeri è stata inclusa nella più vasta Provincia Settentrionale.
La regione di Ruhengeri è una delle più popolose e più densamente popolate del Ruanda. Nel 2002 si stimavano circa 978.000 abitanti distribuiti sui 1.665 km² che rappresentano l'area complessiva della provincia.
Si tratta di un'area montuosa che include il vulcano inattivo Karisimbi (4.507 m).
| Controllo di autorità | VIAF (EN) 146791238 · LCCN (EN) n2005070182 · J9U (EN, HE) 987007494212305171 |